# Dia Mundial de la Bicicleta

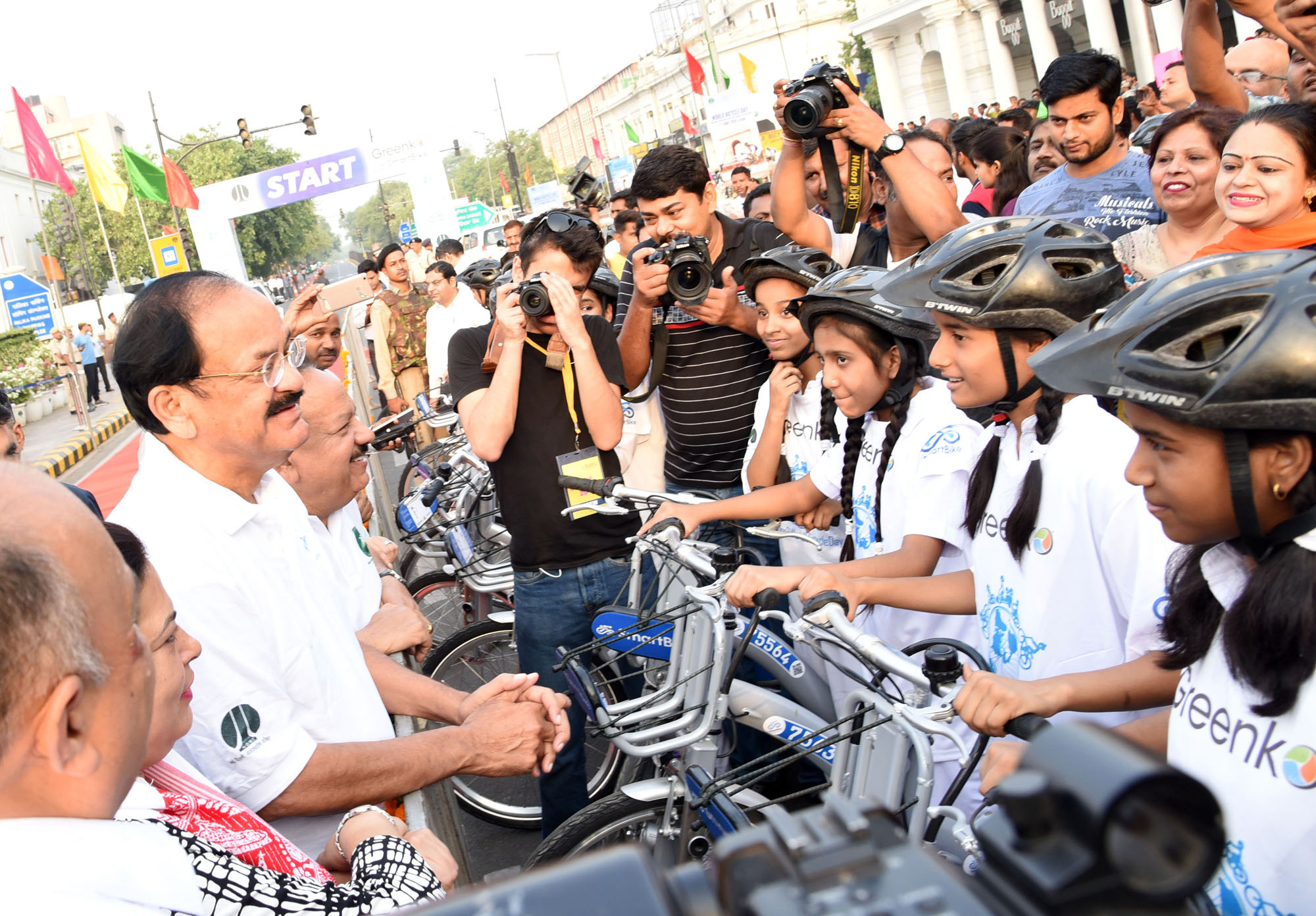
Acte jove pel Dia Mundial de la Bicicleta de 2018 a Nova Delhi (Índia).

El Dia Mundial de la Bicicleta és una jornada anual que se celebra el dia 3 de juny i que fou establerta per l'Assemblea General de les Nacions Unides l'abril de 2018. Té l'objectiu d'educar i fer avançar en l'ús de la bicicleta com a mitjà de transport sostenible, saludable i preventiu de malalties, tolerant, d'enteniment mutu i promotor de la inclusió social i de la pau.
Leszek Sibilski va dirigir una campanya per promoure una resolució de l'ONU per Dia Mundial de la Bicicleta, que finalment va obtenir el suport de Turkmenistan i altres 56 països. Entre els que promovien assenyalament des 2016 estava l'Aliança Mundial de Ciclistes (WCA), una iniciativa de la Federació europea de ciclistes (ECF).
El logotip per al Dia Mundial de la Bicicleta va ser dissenyat per Isaac Feld i l'animació que l'acompanya va ser realitzada pel Professor John I. Swanson. Descriu a ciclistes de diversos tipus, que munten al voltant del globus. En el fons del logotip, l'etiqueta de les xarxes socials #3dejunyDiaMundialdelaBicicleta (en anglès, #June3WorldBicycleDay) el missatge principal és mostrar que la bicicleta pertany i serveix a tota la Humanitat, incloent especialment per a la lluita contra el canvi climàtic, la contaminació i la congestió del trànsit.
Anteriorment a aquesta declaració de les Nacions Unides, el Dia Mundial de la Bicicleta o Dia de la Bicicleta se celebrava a tot el món el dia 19 d'abril.

## Justificació
Malgrat que el cotxe siga el mitjà de transport més ràpid, a la ciutat els col·lectius pro-bicicleta proposen un altre model de mobilitat, on els xiquets puguen gaudir del carrer amb autonomia i seguretat, on la ciutat siga inclusiva i accessible per a persones amb alguna discapacitat i on la bicicleta jugue un paper imprescindible, per ser neta, econòmica i ocupar molt poc espai. Els ciclistes no demanen únicament mesures per a les bicicletes, sinó per a tota la ciutat i la ciutadania, en el convenciment de que una ciutat amable serà de ben segur la millor via per assolir una ciutat més ciclista. El nombre de bicicletes augmenta dia a dia malgrat la inseguretat viària, jurídica i la falta d'adequació urbanística generalitzada. Encara i això existeixen exemples de ciutats amb altres tipus de mobilitat, més amable amb les persones, com ara Copenhaguen, Friburg, Vitòria, Pontevedra o Saragossa.

## Activitats
Per a celebrar el Dia de la bicicleta solen realitzar-se activitats de promoció d'aquest mitjà de transport, per reivindicar els drets dels ciclistes, destacar els beneficis que representa per a la salut i per a la mobilitat sostenible i la posada en valor de la bicicleta, com ara bicifestacions, masses crítiques, marxes cicloturístiques, trobades de bicicletes clàssiques, circuits, exhibicions i tallers de tota mena de bicicletes.

## Primeres celebracions
La celebració del Dia de la Bicicleta va tenir el seu origen en DeKalb, una ciutat nord-americana de l'estat d'Illinois, el 1985. Thomas B. Roberts, en aquells dies professor de la Universitat del Nord d'Illinois —avui, professor emèrit d'aquesta casa d'estudis—, va crear el nom de «Dia de la Bicicleta»; va ser en la seva pròpia llar on va tenir lloc la primera celebració d'aquest dia. Diversos anys després, va enviar un anunci confeccionat per un dels seus estudiants a amics i llistes d'internet per difondre la idea i la seva data de celebració. La seva primera intenció va ser commemorar la primera experiència de Hofmann amb l'LSD, una exposició accidental a la substància que va tenir lloc tres dies abans de l'auto-experiment premeditat, el 16 d'abril; com aquesta data va caure a meitat de setmana, a Roberts no li va semblar bona idea celebrar-ho en aquesta data, per la qual cosa va triar el 19 per honrar la primera exposició intencionada de Hofmann a la substància.